# Munna caprinsula
Munna caprinsula är en kräftdjursart som beskrevs av Brian Frederick Kensley och Marilyn Schotte1994. Munna caprinsula ingår i släktet Munna och familjen Munnidae. Inga underarter finns listade i Catalogue of Life.